# Proszkowice
Proszkowice – wieś w Polsce położona w województwie dolnośląskim, w powiecie wrocławskim, w gminie Mietków.

## Podział administracyjny
W latach 1975–1998 miejscowość administracyjnie należała do województwa wrocławskiego.

## Położenie
Proszkowice leżą w środkowo-wschodniej części Gminy Mietków, na terenie Parku Krajobrazowego Dolina Bystrzycy. Od strony północnej oraz wschodniej sąsiadują z lasami. Od zachodniej zaś ze zbiornikiem wodnym, zwanym Żwirownią.

## Historia
Proszkowice są wsią dość starą. Nie ma wiarygodnych dowodów, z którego dokładnie wieku pochodzi. Najprawdopodobniej jej początki sięgają średniowiecza, gdyż zachowała układ owalnicy, charakterystyczny dla wsi zakładanych w tym okresie. Nazwa Proszkowice pochodzi od dawnych Praczy. Przedwojenne nazwy Proszkowic, to Protschkenhain (do 1937) i Dreisteine (do 1939). W 1939 roku wieś liczyła 484 mieszkańców. W dawnych Proszkowicach znajdowało się wiele ośrodków i instytucji publicznych. Zaliczmy do nich: szkołę dziewczęcą, sklepy i szkołę podstawową. Pierwszy sklep w powojennych Proszkowicach powstał w 1964 roku i mieścił się w budynku, a należał do Gminnej Spółdzielni Samopomoc Chłopska. We wsi była poczta, szpital, remiza strażacka, restauracja, zakład rymarski oraz ubojnie i masarnie. Ośrodkiem kultury był Prywatny Dom Ludowy.

## Zabytki
Do wojewódzkiego rejestru zabytków wpisany jest:
- pałac z 1715 r. – początku XVIII wieku, w którym dawniej mieściła się szkoła dla dziewcząt, przebudowywany w 1837 r., przebudowany w początku XX w., ul. Szkolna 41

inne zabytki:
- dwa monolitowe krzyże granitowe, pochodzące prawdopodobnie z późnego średniowiecza[6]; stojący kiedyś z nimi trzeci krzyż, został przeniesiony do Muzeum w Sobótce; krzyże opisywane są często jako tzw. krzyże pokutne (pojednania), jest to jednak tylko hipoteza nie poparta żadnymi dowodami, lecz wyłącznie nieuprawnionym założeniem, że wszystkie stare kamienne monolitowe krzyże, są krzyżami pokutnymi (pojednania)[7]; w rzeczywistości powód fundacji krzyży może być różnoraki
- kapliczka, pochodząca z początków XX wieku
- willa, obecnie mieszkalna, w której mieściła się szkoła i przedszkole. Prawdopodobnie pochodzi ona z 1913 roku.

## Walory przyrodnicze i turystyczne
Na terenie wsi Proszkowice znajduje się zbiornik wodny. Teren wokół zbiornika służy celom rekreacyjnym i wypoczynkowym. Rozbudowana w ostatnich latach baza wypoczynkowa (hotel, parkingi, pola namiotowe i restauracja) sprzyjają odwiedzaniu tego miejsca. Nad zbiornikiem występuje wiele gatunków dzikich ptaków, a w lasach graniczących z Proszkowicami można spotkać dużą liczbę dzikich zwierząt.